# Фролов день

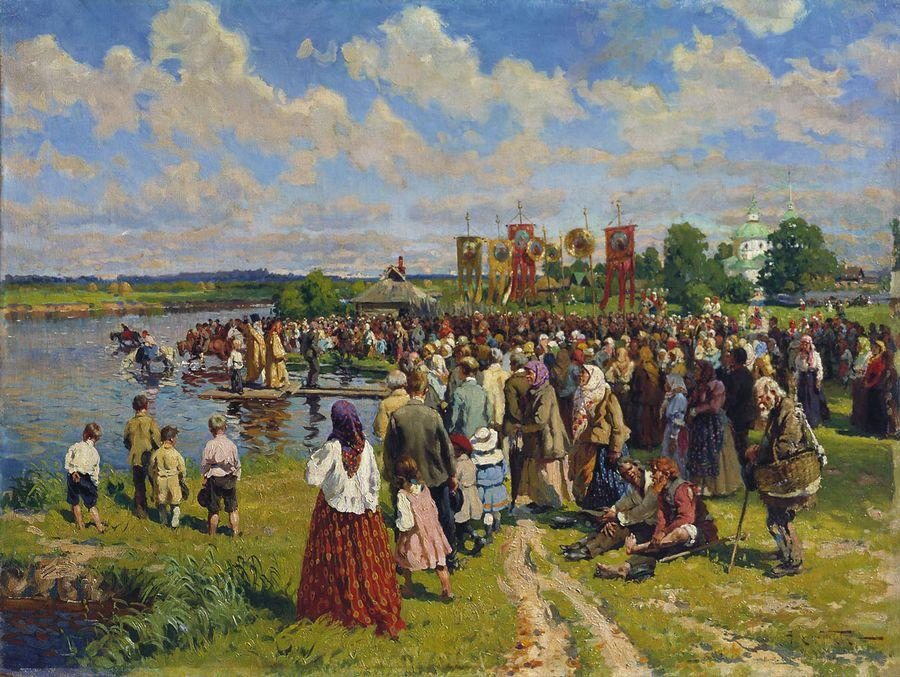
А. В. Маковский. Крестный ход на Флора и Лавра

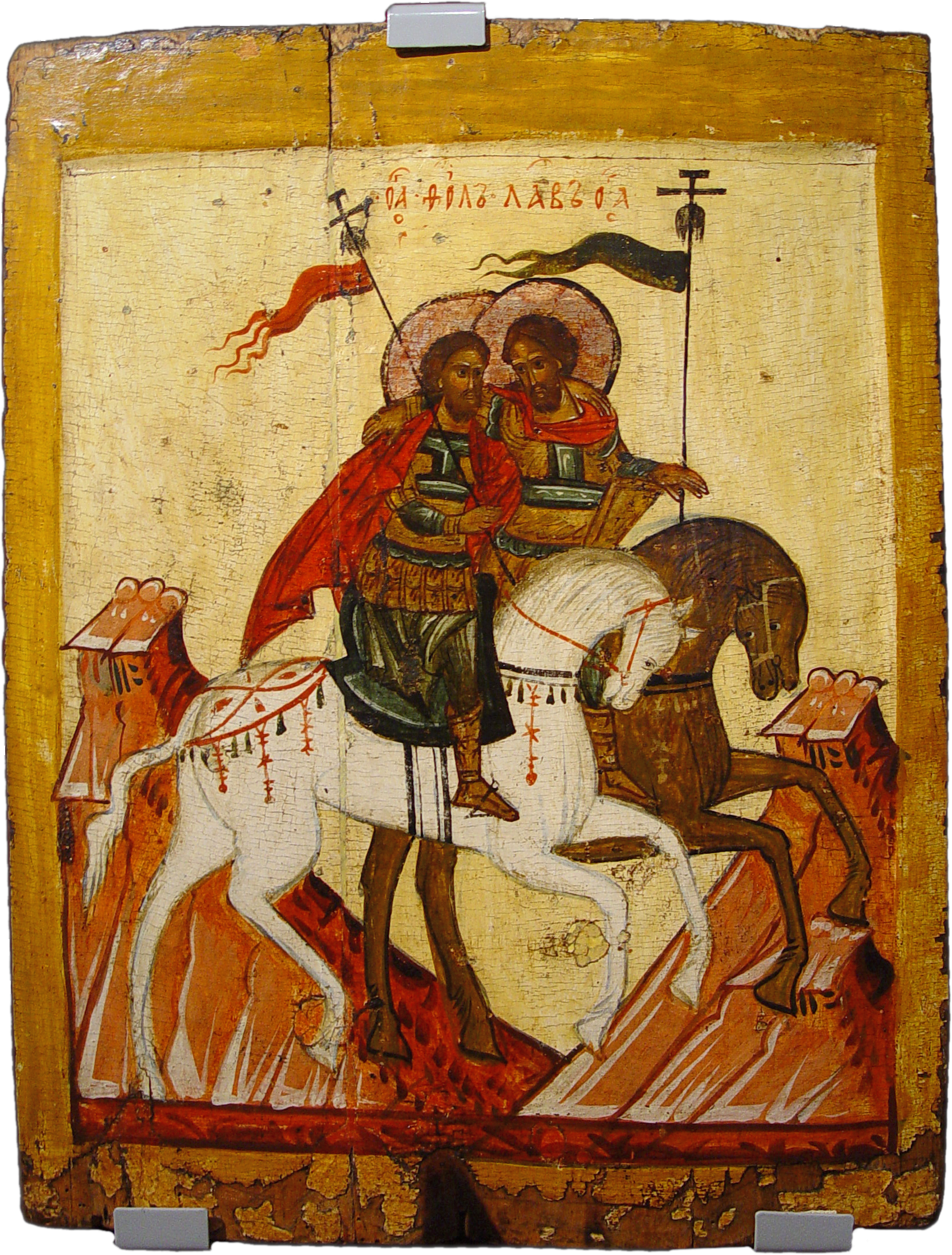
Святые Флор и Лавр. Великий Новгород, XVI в.

Фролов день (Фрол и Лавёр — лошадники) — день народного календаря восточных славян, приходящийся на 18 (31) августа. Название происходит от имён христианских святых Флора и Лавра, которые в народных поверьях считались покровителями лошадей. У русских в этот день лошадей кормили в полную сыть и на них не работали, даже на скачках седлать лошадей было не принято.
В славянской традиции почитание святых, как покровителей лошадей было характерно преимущественно для русских, частично для белорусских и в меньшей степени для украинских регионов.

## Другие названия дня
рус. Фролов день, Лошадники, Хролов день, Фролы, Фрол-день, Флор и Лавр, День свв. Фрола и  Лавра, Флор и Лавр — лошадники, Конский праздник, Лошадиный праздник; бел. Конскае свята, Рабінавая ноч, Гарабінава ноч, Капыты, Храл і Ягор'е.

## Обряды и поверья
В этот день с утра крестьяне прикармливали лошадей свежим сеном и овсом, заплетали им гривы пёстрыми лоскутками. В некоторых местах совершалось освящение воды. После обедни за церковной оградой кропили приведённых лошадей святой водой. Это, по мнению крестьян, «охраняет коней ото всякого лиха»: «умолил Фрола-Лавра — жди лошадям добра!».
Хозяева выводили своих коней на луг, чистили их, с ладони закармливали овсом. Поили лошадей из зимней шапки, в которую клали серебряную монету. Верили, что это этого «лошади добреют и не боятся лихого». Потом серебряную монету скрытно клали под яслями и закладывали соломой. Если было подозрение, что лошадь болеет, то могли прочитать заговор:
Стану поутру по раннему, по вечеру по позднему, выйду на сильный ветер, на легкий воздух, возьму я осинову вичку [ветку], пойду я к доброму хозяину на честен пир. Из-под левой ноги, из-под правого копыта обложу и обвяжу — кругом обнесу, чтобы был по старому, по-прежнему, чище и лучше, чтобы более не чула, куда бы ни поехали.
В некоторых местах в этот день устраивали конные соревнования между деревнями. В обычае была и обрядовая выпечка: в Орловской губернии — в форме подковы, в Рязанской губернии — в форме двухголовых коней.
В степных губерниях с этого дня начинались «помочи» — работы, предпринимаемые всем селом в пользу вдов и сирот. Народ говорит: «На вдовий двор хоть щепку брось». На таких сходках косили сено, сжинали хлеб, удобряли поля, рубили дрова, молотили снопы. Все эти работы имели свои названия: полотушки, потрепушки, супрядки, назьмы, дровяницы, сеновницы. Помочи у зажиточных людей сопровождались угощениями. Для рабочих тогда выставлялись на дворе столы с пирогами или калачами, кадки с брагой, сулейки с вином. Такое угощение продолжалось во всё время работы.

## Поговорки и приметы
- Фрол и Лавёр до рабочей лошади добёр[14].
- Флор и Лавёр — кончай посев ржи[15].
- Мужик без лошади, что дом без потолка[16].
- Сей озимь от Преображения до Фрола. Коли до Фрола не отсеешься, флоры и родятся (цветочки)[17].